# Emil Preetorius
Emil Preetorius (Mainz, 21 juni 1883 – München, 27 januari 1973) was een Duitse illustrator, graficus en boekbandontwerper.

## Levensloop
Preetorius studeerde rechten, geschiedenis van de kunst en wetenschap in München, Berlijn en Gießen, waar hij als jurist promoveerde. Hij was een korte tijd op de kunstacademie in München. Hij was vooral autodidact als kunstschilder en tekenaar. In 1909 richtte hij met Paul Renner, de School van Illustratie en boek Design op in München, en onder zijn leiding sinds 1910, de in München gevestigde trainingen en workshops en in 1926 werd hij hoofd van een illustratieklas en een klas voor de podiumkunsten op de Academie voor Beeldende Kunsten in München, waar hij in 1928 als professor werkte. Voor het Insel Verlag verzorgde hij boekbandontwerpen en illustraties.
Preetorius stichtte in 1914 samen Franz Paul Glass, Friedrich Heubner, Carl Moos, Max Schwarzer en Valentin Zietara de kunstenaar groep "De Zes", een van de eerste groepen van kunstenaars voor de aanbieding van reclamecontracten, met name voor posters. Preetorius kwam in 1942 als een vriend van de joden terecht in hechtenis van de Gestapo, maar werd op aandringen van Adolf Hitler weer vrijgelaten.

## Na de Tweede Wereldoorlog
In 1951 ging hij met pensioen. Van 1947 tot 1961 was Preetorius lid van de Beierse Senaat. Van 1948 tot 1968 was hij voorzitter van de Beierse Academie voor Schone Kunsten in München. In zijn boeken (onder andere voor Alphonse Daudets Tartarin de Tarascon, 1913), zijn de boekafbeeldingen en posters beïnvloed door Japanse prenten. Zijn eigen publicaties omvatten Vom Bühnenbild bei Richard Wagner (1938), Weltbild und Weltgestalt (1947) en Geheimnis des Sichtbaren (1963).

## Door Emil Preetorius geïllustreerde boeken
- Adalbert von Chamisso: "Peter Schlemihl´s wundersame Geschichte", 1908.
- Emil Lucka: "Isolde Weishand", 1909.
- Alain René Lesage: "Der hinkende Teufel", 1910.
- Jean Paul: "Des Luftschiffers Giannozzo Seebuch", 1912.
- Friedrich Freksa: "Phosphor", 1912.
- Alphonse Daudet: "Tartarin", 1913.
- Ernst Elias Niebergall: "Datterich", 1913.
- Joseph von Eichendorff: "Aus dem Leben eines Taugenichts", 1914.
- Jean Paul: "Leben des vergnügten Schulmeisterleins Wuz in Auenthal", 1915.
- Claude Tillier: "Mein Onkel Benjamin", 1916.
- Friedrich Gerstäcker: "Herrn Mahlhubers Reiseabenteuer", 1917.
- Thomas Mann: "Herr und Hund, Ein Idyll", 1919.
- E. Th. A. Hoffmann: "Der Elementargeist, 1919.
- Frank Wedekind: "Lautenlieder", 1920.
- Lithographische Mappenwerke: Skizzen, 1910 - Bildnisse, 1919.
- Hans Herbert Grimm: "Schlump", 1928.